# Eppure mi hai cambiato la vita
Eppure mi hai cambiato la vita è un singolo del cantante italiano Fabrizio Moro, pubblicato il 28 febbraio 2008 come estratto dall'album Domani.

## Descrizione
La title track si è classificata al terzo posto al Festival di Sanremo 2008, ed è stata inserita nel quarto album di Moro. Il testo, autobiografico, tratta di un amore finito male. L'autore ha dichiarato di aver avuto l'ispirazione per il brano guidando sul Grande Raccordo Anulare.
Nella serata delle coppie a Sanremo, il brano è stato cantato da Fabrizio Moro insieme al leader degli Stadio, Gaetano Curreri.
Il videoclip della canzone ha vinto il Premio Roma Videoclip.

## Tracce
CD single
1. Eppure mi hai cambiato la vita

## Classifiche
| Paese  | Posizione raggiunta |
| ------ | ------------------- |
| Italia | 8                   |